# Cal·línic d'Heliòpolis
Cal·línic d'Heliòpolis (grec antic: Καλλίνικος, llatí: Callinīcus) fou un arquitecte i alquimista romà d'Orient conegut per ser presumiblement l'inventor del foc grec, un artifici incendiari utilitzat en les batalles navals de l'Imperi Romà d'Orient. Jueu sirià, va viure a la ciutat d'Heliòpolis de Síria fins que els anys seixanta o setanta del segle vii va ser expulsat pels àrabs i va trobar refugi a Constantinoble. Altres autors li atribueixen un origen egipci. El seu invent va ser utilitzat per primera vegada a una batalla naval prop de Cízic l'any 674.